# ピエトラフィッタ
ピエトラフィッタ（イタリア語: Pietrafitta）は、イタリア共和国カラブリア州コゼンツァ県にある、人口約1,300人の基礎自治体（コムーネ）。

## 地理

### 位置・広がり

#### 隣接コムーネ
隣接するコムーネは以下の通り。
- アプリリアーノ
- カザーリ・デル・マンコ
- コゼンツァ